# Gina Conti-Ramsden
Gina Maria Conti-Ramsden (13 de febrero de 1957) es una científica del lenguaje cuyo trabajo se centra en el trastorno del desarrollo del lenguaje (TDL) en niños y adultos jóvenes. Es miembro fundadora de Raising Awareness of Developmental Language Disorder (RADLD), organización internacional que aboga por las personas con TDL, y miembro del Royal College of Speech and Language Therapists .  Es profesora emérita en la División de Comunicación, Desarrollo y Audición Humana de la Universidad de Mánchester, donde dirige el Manchester Language Study (MLS).
Sus investigaciones han obtenido reconocimiento en el campo de los trastornos de la comunicación. Recibió un doctorado honoris causa de la Universidad Nacional de San Marcos (División de Comunicación Humana, Desarrollo y Audición)  en 2010, y fue reconocida con una Beca Vitalicia del Colegio Psicólogos del Perú en 2019. Fue nombrada miembro de la Sociedad Británica de Psicología en 2002 y miembro de la Academia de Ciencias Sociales ese mismo año.